# Adam Friedrich Adamson Moltke
Adam Friedrich Adamson greve (von) Moltke (født 17. april 1816 i Ottensen, død 10. december 1885 i Kiel) var en dansk regeringspræsident.
Han var søn af grev Adam Gottlob Detlef Moltke af dennes 3. ægteskab, fødtes 17. april 1816 i Ottensen, studerede i Heidelberg og Kiel og tog 1842 juridisk eksamen i Kiel. Derefter var han først 2 år amtssekretær på Gottorp Amthus, 4 år auskultant ved regeringen i Lauenburg, konstitueredes 1848 og udnævntes 1852 til 2. embedsmand over Lauenburg Amt (fra 1854 med titel af amtmand), Gerichtsschulze i Lauenburg by og politikommissær for begge jurisdiktionerne i Lauenburg, 1860 til amtmand over Segeberg Amt og 1862 til amtmand over Reinbek Amt. Fra 1848-60 var han tillige kommissær for den del af jernbanen mellem Hamborg og Berlin, som gik gennem Lauenborg. 
Under den lange strid med Det tyske Forbund om Holstens forfatning stod Moltke afgjort på ministeriet Halls side og blev da også 1862 præsident i den særlige holstenske regering i Plön, 1863 Kommandør af Dannebrog. Med krigen 1864 afsluttedes hans embedsvirksomhed, og han levede afvekslende i Lübeck, Wandsbek og Kiel til sin død, 10. december 1885 i Kiel. Han var gift: 1. gang (16. marts 1849) med Fanny Charlotte Anna Louise f. komtesse Rantzau (12. juni 1824 – 19. marts 1866), datter af gehejmekonferensråd, guvernør og landdrost i Lauenburg Christian greve Rantzau til Rastorf; 2. gang (27. oktober 1868) med Agathe Friedrike Charlotte f. Olshausen (f. 14. september 1834).